# Nevada (Teksas)
Nevada – miasto w Stanach Zjednoczonych, w stanie Teksas, w hrabstwie Collin.